# Olov Holst
Olov Roger Holst, född 18 januari 1963 i Klippans församling i Kristianstads län, är en svensk moderat politiker verksam i Sigtuna kommun. Han var kommunstyrelsens ordförande i kommunen mellan september 2017 och den 31 januari 2025. Dessförinnan var han oppositionsråd från 2012. Han meddelade den 22 oktober 2024 att skulle avgå som kommunstyrelsens ordförande, efter tretton år som heltidspolitiker. Holst studerade ekonomi på Uppsala universitet åren 1986–1989.